# Herzogenrath
Herzogenrath är en stad i den tyska delstaten Nordrhein-Westfalen, och är belägen ungefär en mil norr om Aachen, nära Heerlen på den nederländska sidan av gränsen. Staden har cirka 47 000 invånare, på en yta av 33 kvadratkilometer, och ingår i Aachens storstadsområde.